# 横川宗利

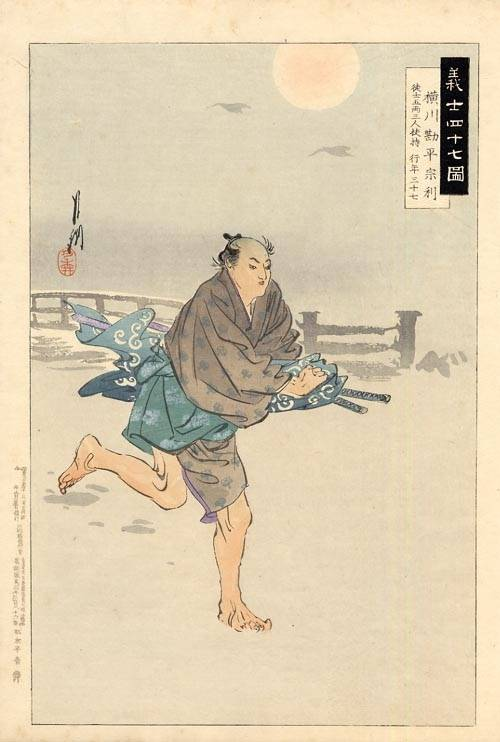
『横川勘平宗利』（尾形月耕画）

横川 宗利（よこがわ むねとし、寛文7年（1667年） - 元禄16年2月4日（1703年3月20日））は、江戸時代前期の武士。赤穂浪士四十七士の一人。通称は勘平（かんぺい）。

## 生涯
寛文7年（1667年）、浪人の横川祐悦の子として誕生。祖父各務宗右衛門は津山藩森家に仕えていた。宗利は森家の名臣として知られる各務元正の曽孫に当たる。
貞享4年（1687年）頃に播磨国播磨赤穂藩主・浅野長矩に仕えたとみられる。役職は徒目付（5両3人扶持）であった。元禄7年（1694年）の備中松山城受け取りの際には長矩に随って従軍している。
元禄14年（1701年）3月14日に浅野長矩が吉良義央に刃傷に及んだ際には江戸にあったが、江戸屋敷が召し上げられたのちはすぐに赤穂城へ戻った。原元辰などに同調して殉死切腹を唱え、大石良雄の盟約に加わった。吉良邸討ち入りの際には表門隊に属した。
水野忠之の屋敷にお預かりとなる。仙石久尚からの「九人は長屋に差し置くべし」との指示で、横川、間ら全員が使っていない部屋にまとめて収容された。
水野は、義士について何の感想も感情も示していないが、岡崎藩の記録では「九人のやから、差し置き候庭のうちへも、竹垣これをつむ」と二重の囲いを設けて見張りを厳重にしたり、「臥具増やす冪あり申せども、その儀に及ばず初めの儘にて罷りあり」と「寒気強く候」にもかかわらず薄い布団しか与えなかった記述がある。 
元禄16年（1703年）に同家家臣山中団六の介錯で切腹した。享年37。主君・浅野長矩と同じ江戸の高輪泉岳寺に葬られた。法名は刃常水信士。

### 人物・評価
赤穂城開城後はすぐに江戸へ下向した。元禄15年7月の円山会議で仇討ちが決定されたあと、大石良雄は関西一帯の同志達に大高忠雄や貝賀友信を使って神文返しをさせたが、横川は江戸の同志達に対して同じ神文返しを任されており、大石の信頼がかなり厚い人物であることが分かる。また討ち入り直前に知己への手紙の中で脱盟した同志たちのことを徹底的に罵っている。

### 逸話
- 三島小一郎という変名で堀部武庸宅に居候。吉良邸の茶会が開かれる日を茶坊主の手紙を盗み読みして「茶会は十四日」と大石に報告し討ち入り日が決まった。中央義士会は「大高が山田宗徧から情報を得たり、大石が羽倉斎から日程を聞きだしたという話よりは信憑性が高い。おおむね事実である[2]」としている。